# 擲弾発射器
擲弾発射器（てきだんはっしゃき、英語: Grenade launcher）は、擲弾を発射するための火器である。通常、口径20mm以上の火器は砲として扱われるが、擲弾発射器は運用上・形態上などの特徴から小火器として扱われることが多い。

## 来歴

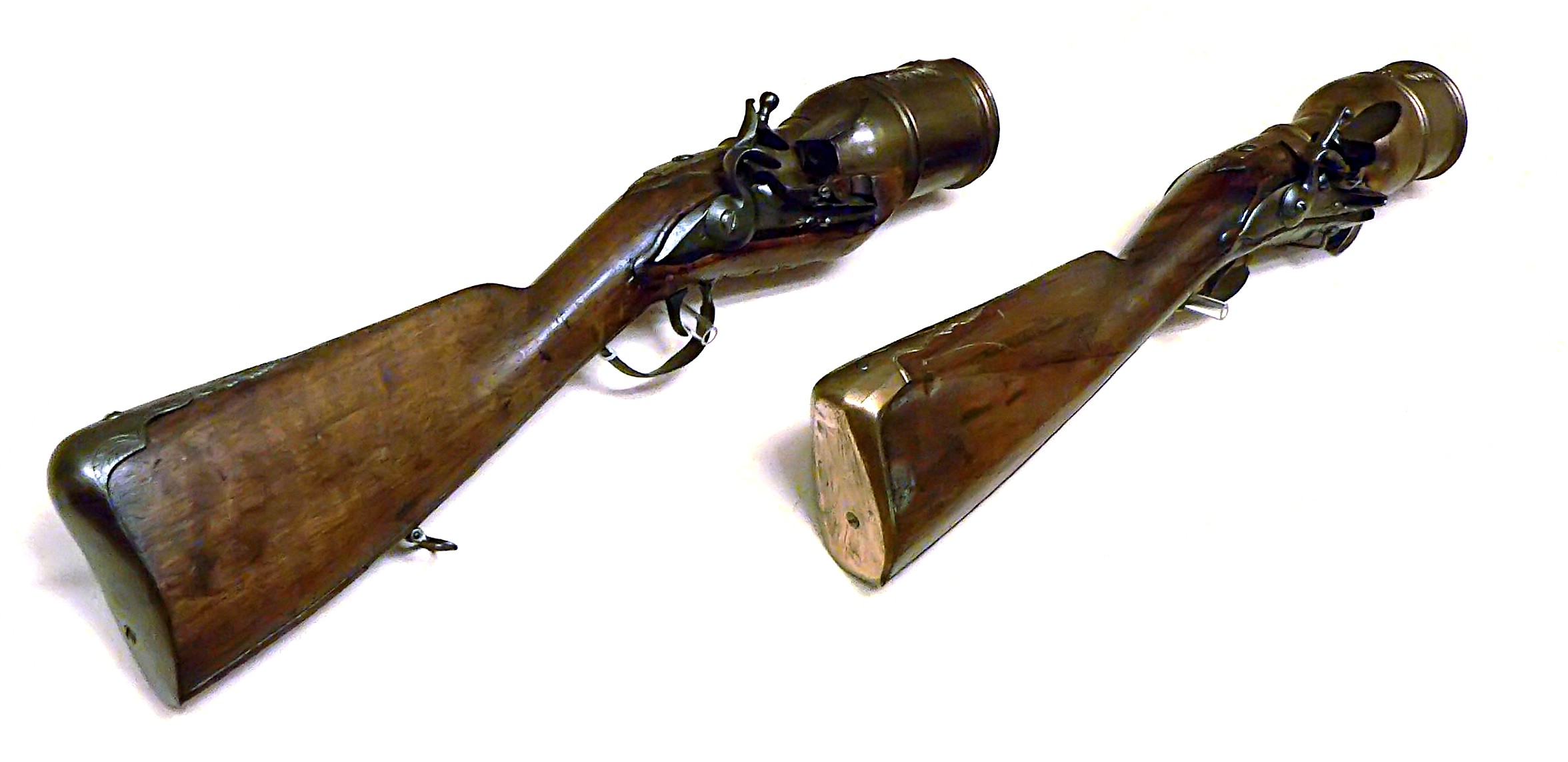
19世紀のフランス製フリントロック式発射器

擲弾発射器の歴史は、フリントロック式のマスケット銃の時代まで遡る。当時、手榴弾の投擲を担当する兵科として擲弾兵があったが、攻城戦の場合、人力では投擲距離が足りないことが多かったため、専用の発射器 (Hand mortar) が開発された。これは小銃の口径を拡大し、手榴弾を装填できるようにしたもので、小銃弾よりも遥かに重い手榴弾（擲弾）を発射する圧力に耐えられるように、銃身を思い切って短縮するかわりに火砲並みの分厚いものとなった。この極端に短い銃身により初速はかなり遅くなったが、これにより、擲弾は放物線を描いて飛翔することになり、防壁越しの射撃には適することから、一時期ヨーロッパでは多用された。しかし低初速ゆえの命中精度の低さが問題になり、戦闘形態の近代化が進むにつれて使われなくなっていった。
第一次世界大戦で西部戦線が構築されると、敵の塹壕に手榴弾（擲弾）を投射する必要から、再び擲弾発射器が注目されることになった。このときには、フリントロック式発射器と同様の発想で、小銃の銃口部にカップ型の発射機を装備して、ここに手榴弾を入れて空砲で射出するもののほか、手榴弾に丸棒をつけて銃口に差し込んで空砲で射出するものなどが開発された。ただし、特に小銃を使用して投射する小銃擲弾は、大重量の擲弾を射出する必要から、通常よりも薬室圧力が上昇するため反動が激しく、肩付け射撃ができないため射撃精度が低く、また小銃本体の消耗も激しいという問題があり、戦間期には、ドイツ国防軍の5 cm leGrW 36や旧日本陸軍の八九式重擲弾筒、イギリス陸軍のSBML 2インチ迫撃砲のような専用の小型迫撃砲・コマンド迫撃砲が志向されることになった。なおこの時期、イタリア王国では特殊部隊用のカルカノM1891/28カービンに装着して使用する38mm口径の擲弾発射器であるMod 28「トロンボンチーノ」が開発されており、後のXM148やM79に影響を与えた可能性が指摘されているが、この時点では普及しなかった。
第二次世界大戦では、小銃擲弾や小型迫撃砲のような対人兵器のほか、対戦車兵器としての擲弾発射器も登場した。これは、従来の徹甲弾であれば高初速が必要だったのに対し、モンロー/ノイマン効果を用いた成形炸薬弾の場合、むしろ低初速の対戦車擲弾のほうが適しているためであった。またベトナム戦争では、視界の悪い熱帯雨林での戦闘に対応して、薬莢に薬室をもたせたハイ・ロー・プレッシャー弾を使用することで、個人携行できる擲弾発射器（いわゆる「擲弾銃」）が開発された。

## 擲弾発射器

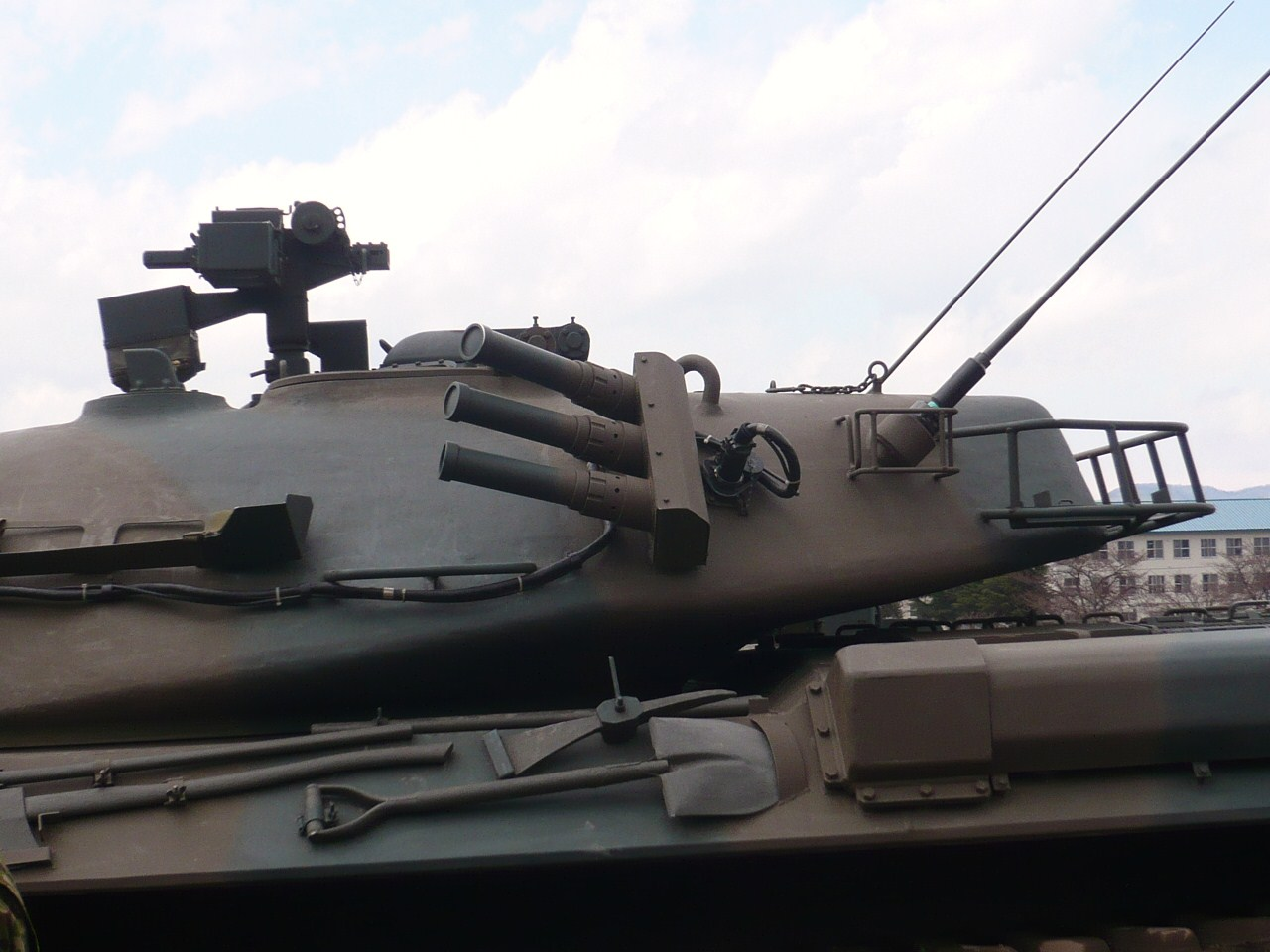
74式戦車に装備された74式60mm発煙弾発射機

擲弾発射器の方式には、手動式および自動式の2種類の基本方式がある。軍用としては40mmグレネードが一般的である一方、37/38mmグレネード (37 mm flare) は催涙弾やゴム弾など警察用の低致死性弾薬として広く用いられており、アメリカ合衆国では、連邦火器法 (NFA) による取締から特に除外されている。通常、このような低致死性兵器は個人携行火器として用いられるが、例外的に、軍用車両が自衛用として大口径の煙幕弾（発煙弾）を投射するための擲弾発射器（発煙弾発射機）を搭載する場合がある。

### 手動式
手動式は、装填・閉鎖・撃発・排莢など一連の動作をすべて手動で行うものであり、更に下記のように分類される。
元折れ式（中折式）
肩撃ち式を基本とする擲弾専用銃である。特に軍用の場合、手動式単体の擲弾銃の使用は減少し、下記の小銃装着式に移行している。
小銃装着式（英語: add-on grenade launcher）
小銃の銃身下部に固定する方式が多い。弾薬は1発ずつ銃身の後方から装填され、また銃身の後方には撃発機構が付されている。
回転弾倉式
同一円周上で、等間隔に複数の薬室を有する円柱状の弾倉をもつ方式。1930年代末にはマンビル・ガン (Manville gun) が開発されたものの、多弾数を追求した結果かさばって操作性が悪く、普及しなかったことから、現代では6発装填としたものがほとんどである。なお弾倉の回転は、手動式のほか、ぜんまいばねを利用するものもある。
主な機種
元折れ式
- M79 グレネードランチャー（アメリカ軍）
- H&K HK69（ドイツ連邦軍）
- ブリュッガー&トーメ GL-06（スイス軍）
- フェデラル ライオットガン

小銃装着式
- M203 グレネードランチャー（アメリカ軍）
- H&K HK79（ドイツ連邦軍）
- H&K AG36/M320 グレネードランチャー（ドイツ連邦軍）
- GP-25/GP-30（ソビエト連邦軍、ロシア軍）- 弾薬を銃身の前方から装填する構造を採用している
- SIG GL5040（スイス軍）
- CIS 40 GL（シンガポール軍）
- ベレッタGLX160 (イタリア軍)
- Steyr Mannlicher SL40（オーストラリア軍）
- FN40GL（ベルギー軍）

回転弾倉式
- ダネルMGL（南アフリカ国防軍、アメリカ海兵隊）
- アーウェン37（イギリス軍、カナダ軍）
- RG-6 (6G30)（ロシア軍）

チューブ弾倉式（ポンプアクション）
- GM-94
- チャイナレイク グレネードランチャー

その他
- アーウェンACE - アーウェン37を単発式にしたモデル。弾薬を挿入し、引き代が長い引き金を操作すると、全装填・発射・排莢までが自動的に行われる。

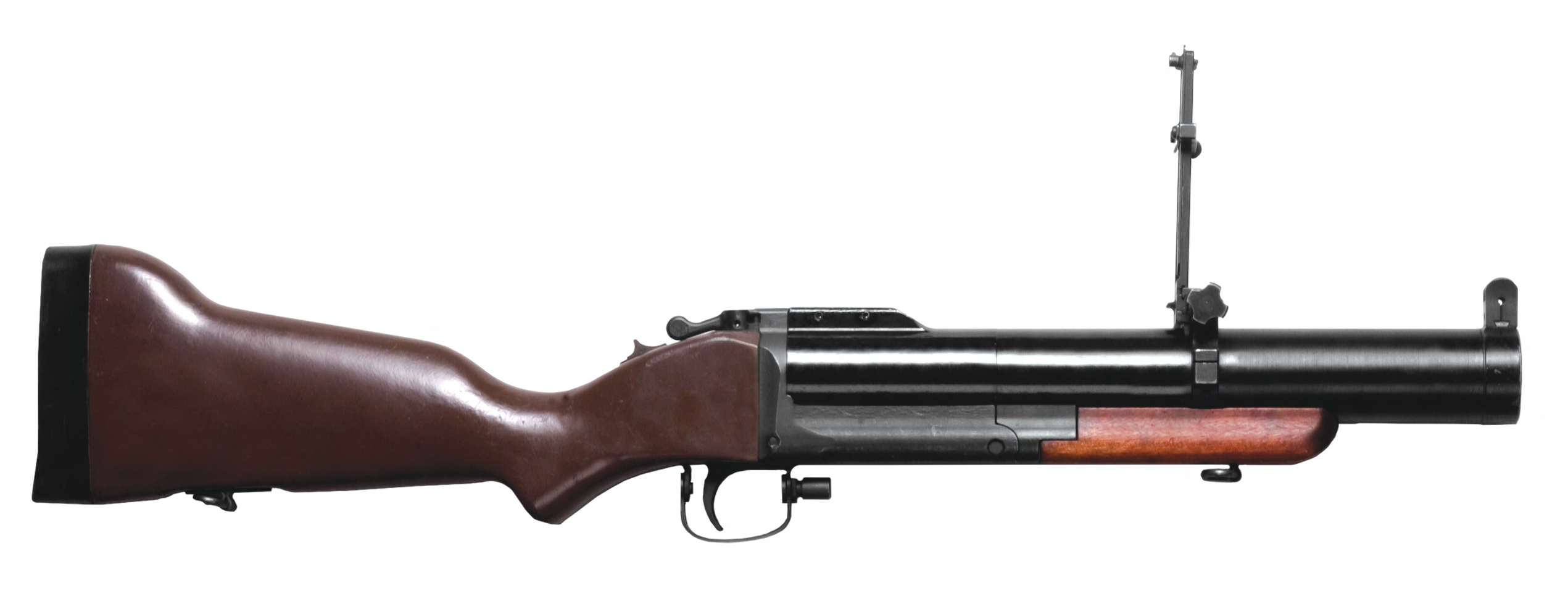
M79 グレネードランチャー
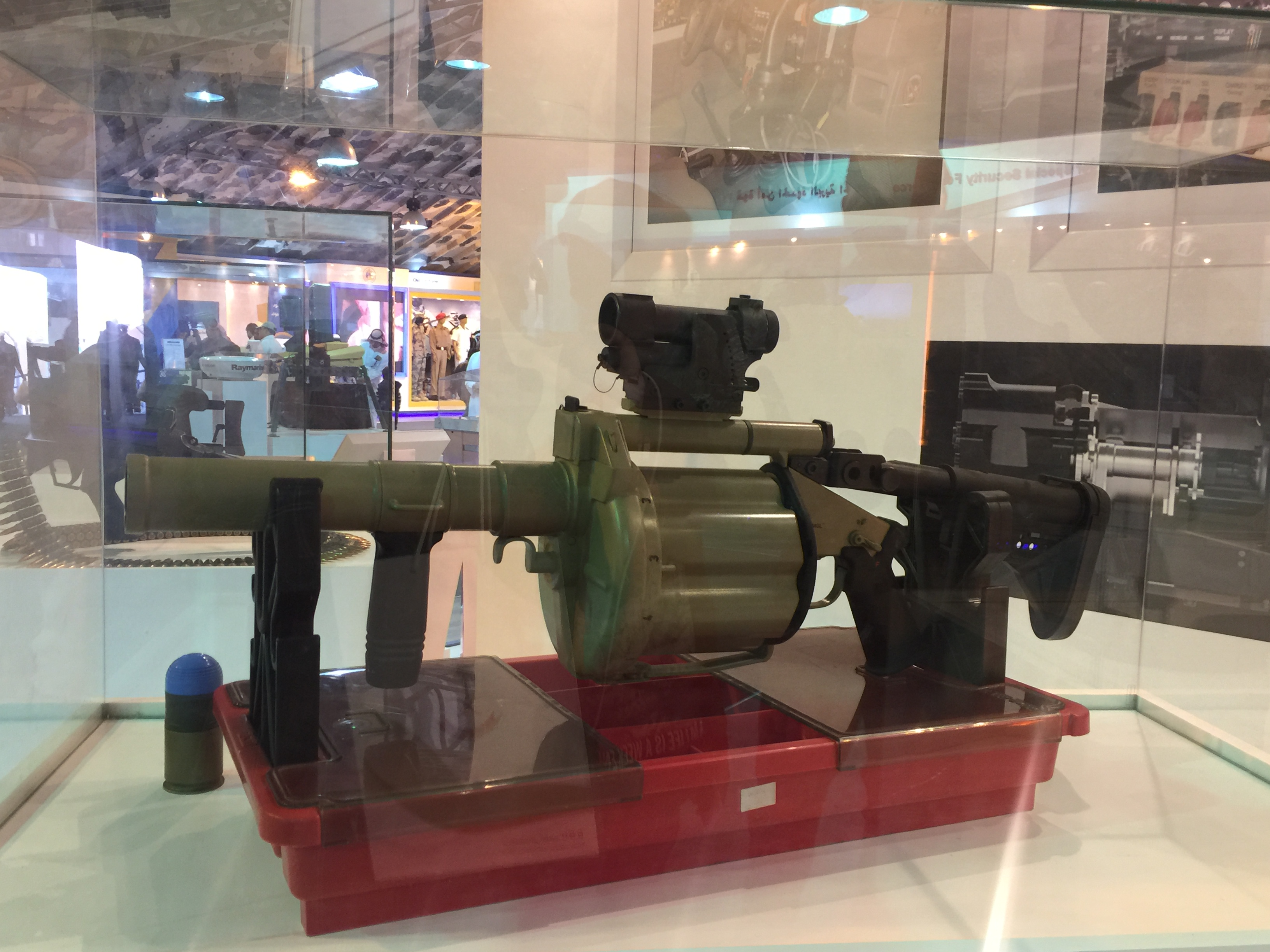
回転弾倉式のダネルMGL

### 自動式

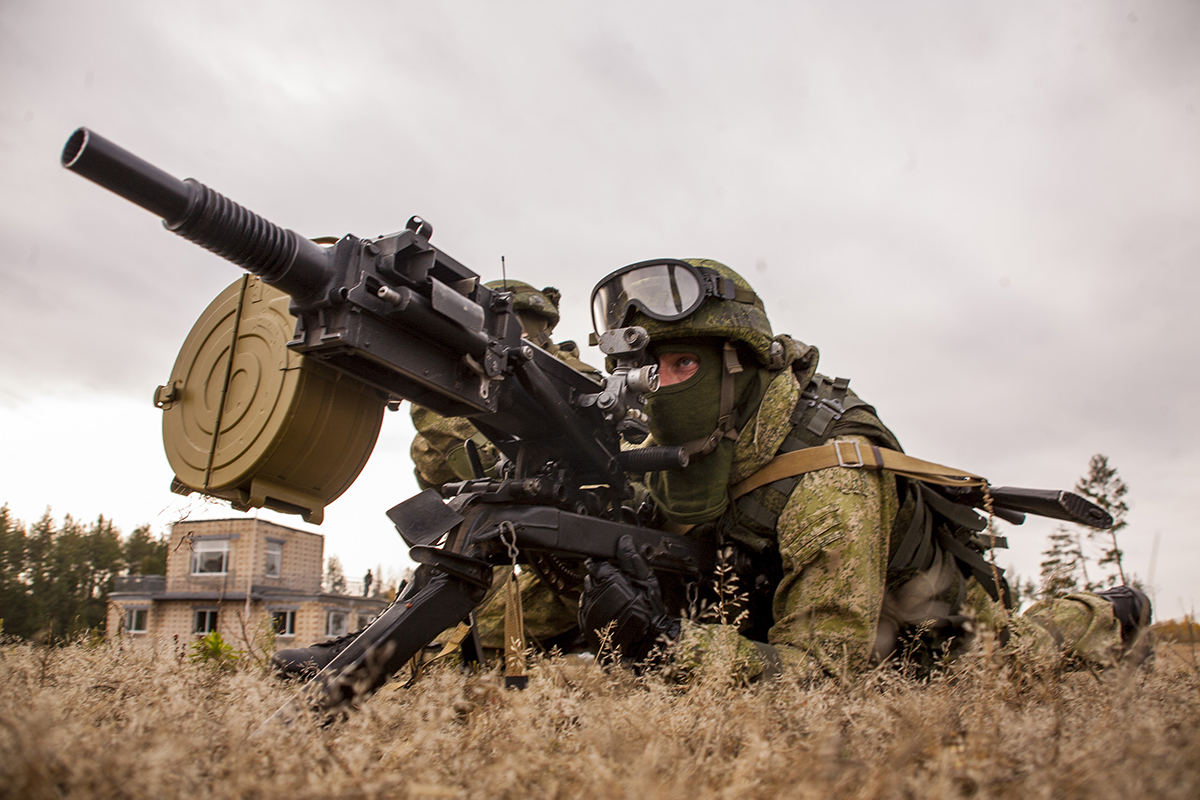
AGS-17

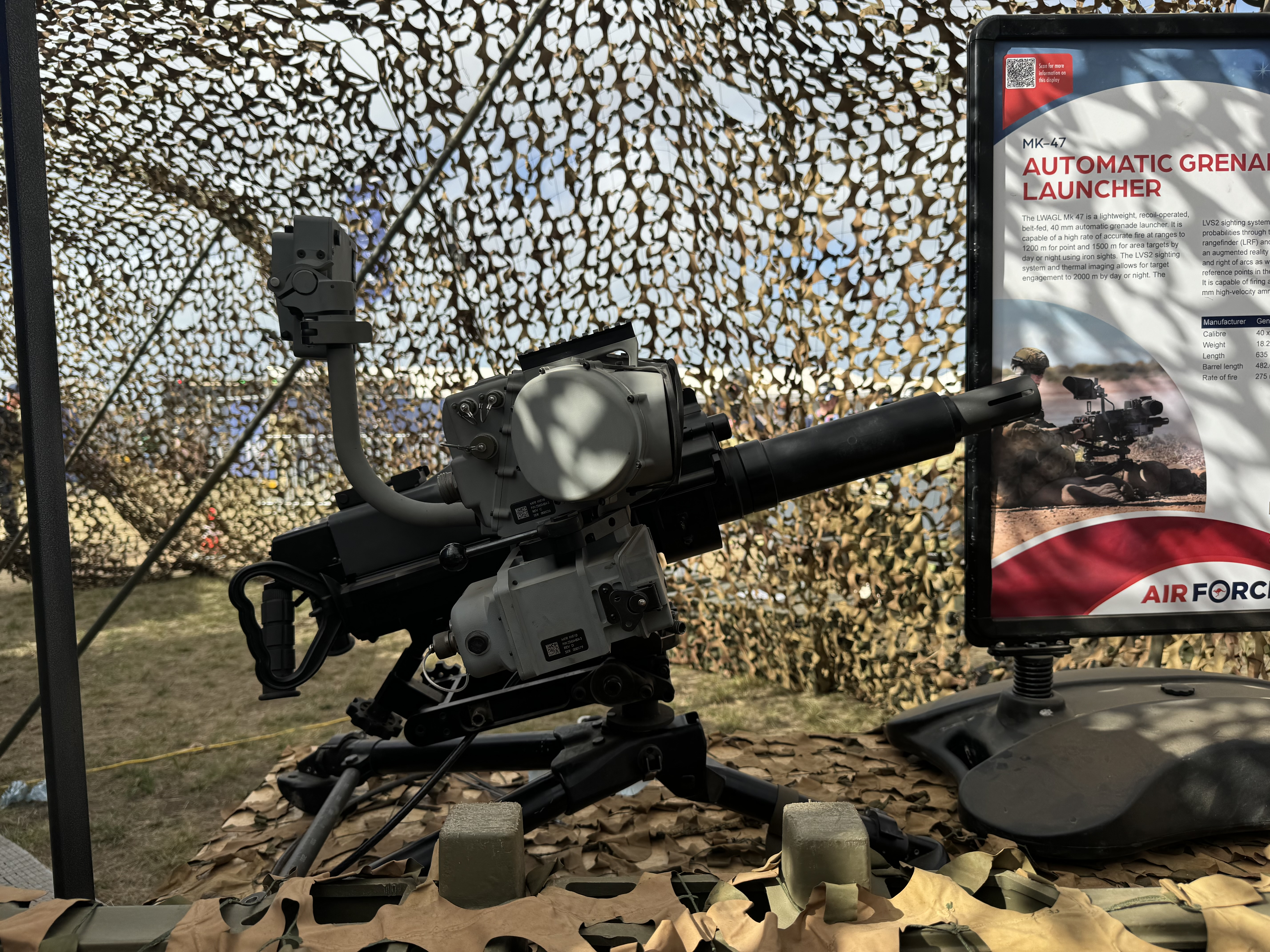
MK47

自動擲弾銃（英語: Automatic grenade launcher）は、連射できる擲弾銃。自動機構としては、ブローバックやガス圧作動方式、反動利用式があるが、構造が単純なブローバック式が多用されている。なおアメリカ軍では重機関銃のカテゴリに含めて扱っている。
なお、半自動式の擲弾発射器をアサルトライフルと一体化したXM29 OICWの開発が試みられたが、実用化には至らなかった。
主な機種
- M75 グレネードランチャー（アメリカ軍）
- Mk19 自動擲弾銃（アメリカ軍）
- Mk.47（アメリカ軍）
- XM25 IAWS（アメリカ軍）
- 96式40mm自動てき弾銃（陸上自衛隊（日本）
- H&K GMW（GMG）（ドイツ連邦軍）
- LAG 40（スペイン軍）
- AGS-17（ソビエト連邦軍、ロシア軍）
- AGS-30（ロシア軍）
- AGS-40（ロシア軍）
- K4 グレネードランチャー（大韓民国国軍）
- デネル Y3（南アフリカ国防軍）
- ダネル ネオパップ PAW-20（南アフリカ）- 専用の20x42mm榴弾を肩撃ち姿勢で発射する
- UAG-40（ウクライナ軍）
- 87式グレネードランチャー（中国人民解放軍）
- 11式グレネードランチャー（中国人民解放軍）

## 対戦車擲弾発射器

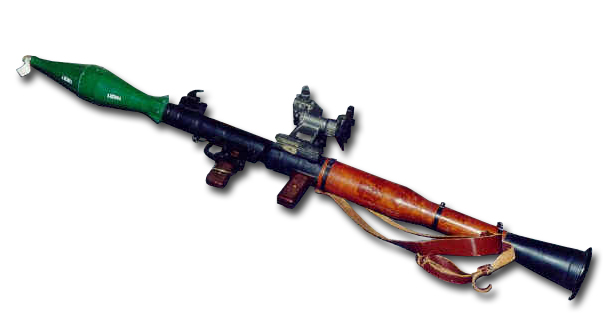
弾頭装填状態のRPG-7

擲弾発射器の性格上、運動エネルギー弾ではなく成形炸薬弾などの化学エネルギー弾が使用される。装甲貫徹力と命中精度を向上させるため、ロケット推進を導入した対戦車ロケット弾の採用が一般的になっているほか、一部では、発射機に無反動砲の原理を導入しており、擲弾発射器というよりは、ロケットランチャーあるいは無反動砲とも考えられる。
主な機種
- パンツァーファウスト（ドイツ国防軍）
- パンツァーファウスト44（ドイツ連邦軍)
- パンツァーファウスト3（ドイツ連邦軍）
- RPG-2（ソビエト連邦軍、ロシア軍）
- RPG-7（ソビエト連邦軍、ロシア軍）
- RPG-16（ソビエト連邦軍、ロシア軍）
- RPG-18（ソビエト連邦軍、ロシア軍）
- RPG-22（ソビエト連邦軍、ロシア軍）
- RPG-26（ソビエト連邦軍、ロシア軍）
- RPG-27（ソビエト連邦軍、ロシア軍）
- RPG-28（ソビエト連邦軍、ロシア軍）
- RPG-29（ソビエト連邦軍、ロシア軍）
- RPG-30（ソビエト連邦軍、ロシア軍）
- RPG-32（ソビエト連邦軍、ロシア軍）
- 試製66mmてき弾銃（陸上自衛隊（日本）; 試作のみ）
- PF-89（中国人民解放軍）